# Grammy Latino de Melhor Compositor do Ano
O Grammy Latino de Melhor Compositor do Ano é um prêmio apresentado pela Academia Latina da Gravação no Grammy Latino. É entregue a “compositores com no mínimo seis canções recém-escritas nas quais sejam creditados como autores ou co-autores e não sejam intérpretes, produtores ou engenheiros”. É uma das novas categorias adicionadas ao Grammy Latino de 2023.

## Vencedores
| Ano  | Destinatário(s) | Nacionalidade  | Indicados                                                                                            | Ref.  |
| ---- | --------------- | -------------- | --- | ----- |
| 2023 | Edgar Barrera   | Estados Unidos | - Kevyn Mauricio Cruz - Felipe González Abad - Manuel Lorente Freire - Horacio Palencia - Elena Rose | [ 3 ] |